# Chąśno (plaats)
Chąśno is een dorp in het Poolse woiwodschap Łódź, in het district Łowicki. De plaats maakt deel uit van de gemeente Chąśno.